# Spaans Open 1972
Het Spaans Open (Open de España) was in 1972 het eerste toernooi in Europa van de nieuwe Europese Tour. Het werd in dat jaar gespeeld van 12-15 april op de Pals Golf Club in Girona, dat was de week na de Masters.
Voordat de Europese Tour in 1972 werd opgericht, was er een Europees Circuit van toernooien voor golfprofessionals. In 1972 bestond de Europese Tour uit 22 toernooien, waarvan de meeste reeds jarenlang bestonden. Zo waren er het Dutch Open, het French Open, het German Open, het Italian Open en het Swiss Open. Naast het Brits Open stonden ook de Masters, het US Open en het US PGA van de Amerikaanse PGA Tour toen al op de Europese kalender. Het waren de enige drie toernooien van de Tour die buiten Europea werden gespeeld.
Deze eerste Tour-editie van het Spaans Open eindigde in een play-off tussen de Spanjaarden Antonio Garrido en Valentine Barrios. Beiden hadden een score van 293 (+1). Voor Garrido werd het de eerste Tour-overwinning.
1972 · 1973 · 1974 · 1975 · 1976 · 1977 · 1978 · 1979 · 1980 · 1981 · 1982 · 1983 · 1984 · 1985 · 1986 · 1987 · 1988 · 1989 · 1990 · 1991 · 1992 · 1993 · 1994 · 1995 · 1996 · 1997 · 1998 · 1999 · 2000 · 2001 · 2002 · 2003 · 2004 · 2005 · 2006 · 2007 · 2008 · 2009 · 2010 · 2011 · 2012 · 2013 · 2014
1972 ·
1973 ·
1974 ·
1975 ·
1976 ·
1977 ·
1978 ·
1979 ·
1980 ·
1981 ·
1982 ·
1983 ·
1984 ·
1985 ·
1986 ·
1987 ·
1988 ·
1989 ·
1990 ·
1991 ·
1992 ·
1993 ·
1994 ·
1995 ·
1996 ·
1997 ·
1998 ·
1999 ·
2000 ·
2001 ·
2002 ·
2003 ·
2004 ·
2005 ·
2006 ·
2007 ·
2008 ·
2009 ·
2010 ·
2011 ·
2012 ·
2013 ·
2014 ·
2015 ·
2016